# Fernando Manuel Silva Couto
Fernando Manuel Silva Couto, conegut com a Fernando Couto, (Espinho, 2 de febrer de 1969) és un exfutbolista portugués, que jugava com a defensa.

## Trajectòria
Nascut a Espinho, prop de Porto, Couto va iniciar la seua carrera al FC Porto. Després d'unes temporades a equips de baix nivell com el FC Famalicão i l'Académica de Coimbra-OAF, va tornar al Porto el 1990. En els quatre anys que hi va romandre, hi va guanyar tres lligues del seu país. Aquest bon paper van fer que el fitxés el Parma AC al 1994. En la seua primera campanya a la Serie A, va derrotar a la Juventus FC a la final de la Copa de la UEFA.
El 1996 és traspassat al FC Barcelona. Al club català hi guanya dues Copes i una Recopa d'Europa. També guanya la lliga espanyola 97/98. En eixe moment Couto torna a Itàlia, aquesta vegada a les files de la SS Lazio.
Amb els italians guanya una altra Recopa, la de 1999, així com el doblet domèstic. El 2001, però, hi ha una ombra a la carrera de Couto quan dona positiu per nandrolona, una substància dopant. El jugador nega prendre eixes substàncies, però una segona anàlisi confirma els resultats i el portugués pateix una sanció que el manté gairebé un any en blanc.
L'any 2005, retorna a les files del Parma, on juga 23 partits tant el primer com el segon any. Al següent any, el seu club cau a la Serie B i Couto amb prou feines compta. Al final de la temporada, no és renovat i el portugués decideix penjar les botes.

## Selecció
Fernando Couto va ser 110 vegades internacional amb la selecció de futbol de Portugal, i hi marcà 8 gols. Va formar part del combinat del seu país que va participar en el Mundial de Corea i Japó el 2002. També va participar en les Eurocopes de 1996 (semifinalista), 2000 i 2004 (finalista).
Amb la selecció juvenil va guanyar el Mundial de la categoria el 1989.